# Wiltener Basilika

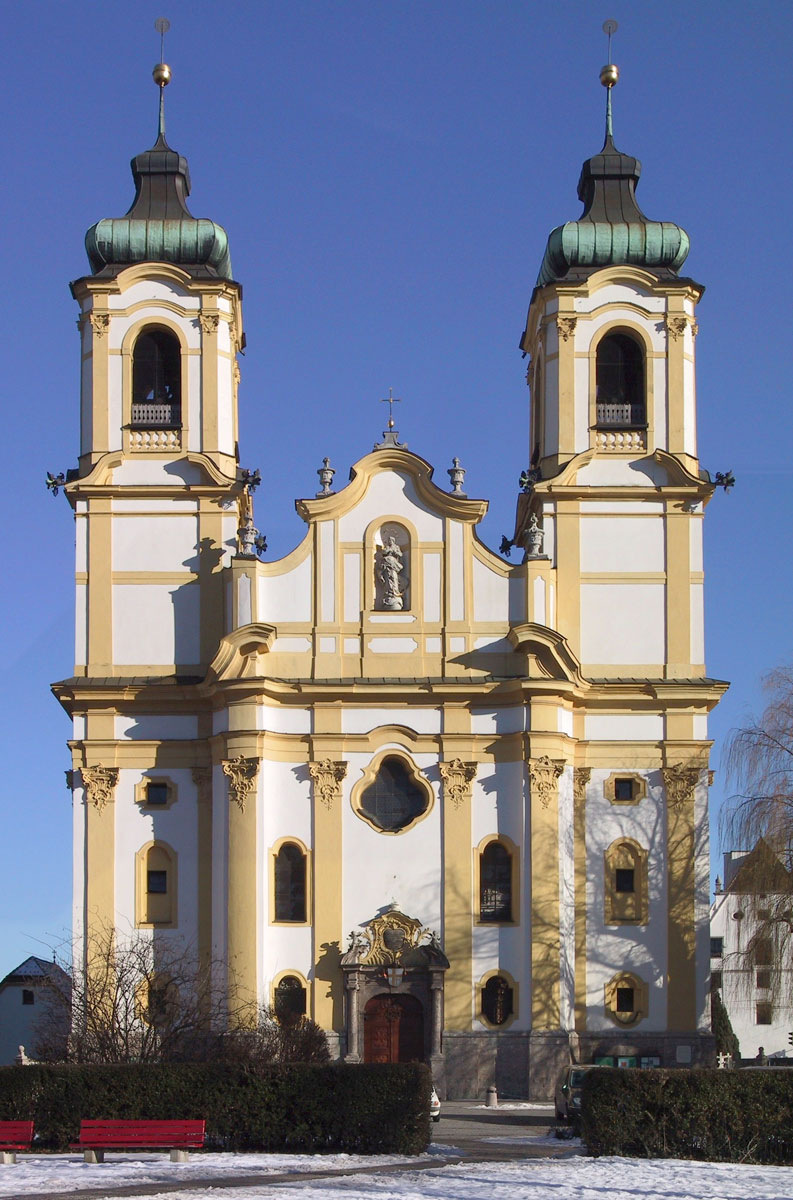
Wiltener Basilika

Die Wiltener Basilika (auch Basilika Unsere Liebe Frau von der unbefleckten Empfängnis oder Unserer Lieben Frau unter den vier Säulen genannt) ist eine römisch-katholische Kirche im Innsbrucker Stadtteil Wilten. Sie dient als Pfarrkirche der Pfarre Wilten im Bistum Innsbruck und ist zudem eine vielbesuchte Wallfahrtskirche. Die Basilika wird von den Prämonstratensern des gegenüberliegenden Stiftes Wilten betreut.

## Geschichte

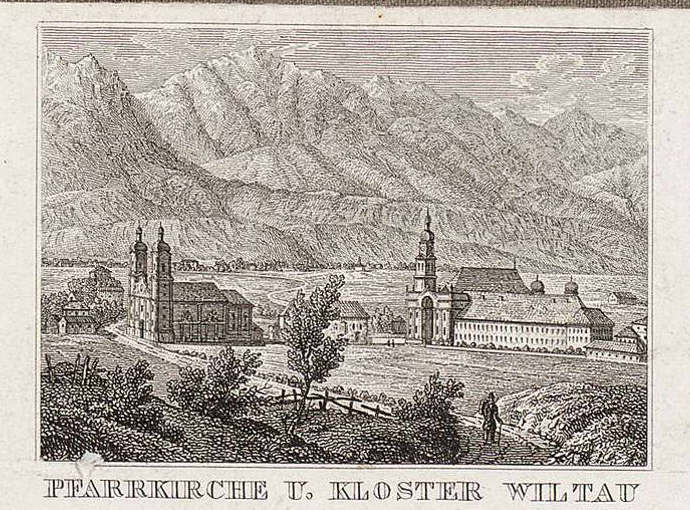
Pfarrkirche und Stift Wilten um 1840

Da Wilten die älteste katholische Pfarre der Region war, gilt sie auch als Mutterpfarre der Stadt Innsbruck. Unter dem heute bestehenden Kirchengebäude wurden die Reste einer Vorgängerkirche gefunden, die auf die Zeit des frühen Christentums, das 5. Jahrhundert, datiert wurde. Der Legende nach verehrten schon römische Legionäre des Kastells Veldidena an diesem Ort ein Marienbild.
1140 wurde die Betreuung der Pfarre Wilten vom Prämonstratenserorden übernommen, ab 1259 ist eine Kirche Unserer Hohen Frau verbrieft, zu der bald eine rege Wallfahrtsbewegung einsetzte.
Das heute existierende Kirchengebäude wurde als Ersatz für den baufällig gewordenen Vorgängerbau 1751–1756 unter dem Pfarrer und Baumeister Franz de Paula Penz als Neubau im Rokokostil nach Plänen von Joseph Stapf aus Pfronten errichtet, der auch einen Großteil der Plastiken gestaltete.
In Anerkennung ihrer historischen Bedeutung wurde die Wiltener Pfarrkirche 1957 durch Papst Pius XII. zur päpstlichen Basilica minor erhoben.

## Architektur

### Fassade
Die Basilika Wilten besitzt eine dreigeschoßige Doppelturmfassade mit vortretendem, konkav geformtem Mittelteil. Die Fassadenmitte wird von einem Giebel abgeschlossen. Ein Hauptgesims fasst den durch korinthische Pilaster gegliederten unteren Teil der Fassade zusammen. Die Mittelachse ist breiter, sie ist durch das Portal und ein Hochfenster in Form eines geschwungenen Vierpasses akzentuiert. Im Giebel führen Lisenen die Pilasterachsen des Hauptgeschoßes fort. Zuoberst stehen Ziervasen. In der Giebelnische steht eine Figur der Maria Immaculata. Der Giebel erhebt sich auf einer Attika, die kleinen Giebelfragmente seitlich kehren leicht variiert im dritten Turmgeschoß wieder. Die beiden Türme stehen ab dem zweiten Geschoß frei. Das dritte Turmgeschoß ist ein Oktogon mit abgeschrägten Ecken, hier rahmen ionisierende Pilastern eine Schallarkade mit Blendbalustrade, das Gebälk wölbt sich segmentgiebelförmig auf. Die Hauben zeigen zweifache Einschnürung.

### Innenraum
Die Basilika in Wilten ist eine spätbarocke Wandpfeilerkirche mit eingezogenem Langchor. Der Grundriss ist zweiteilig: ein Langhaus-Saal zu zwei quadratischen Jochen sowie ein einjöchiger Chor, der rund schließt. Wandpfeiler stoßen in den Saalraum vor; die Pfeilerstirne sind mit Doppelpilastern, die Flanken mit einfachen Pilastern besetzt. Zwischen den Wandpfeilern liegen weiträumige, durch Rundbogen- und Thermenfenster beleuchtete Abseiten oder Kapellräume. Das aufschwingende Gebälk in den Kapellen macht mittig Platz für Kartuschen. Als Langhauswölbung dienen Flachkuppeln, über den Kapellen liegen Quertonnen. Als Chorwölbung dient eine Stichkappentonne. Da die Wittener Basilika auf Emporen und Querhaus verzichtet, ergibt sich ein Saalraum von weiträumiger Helligkeit.

## Ausstattung

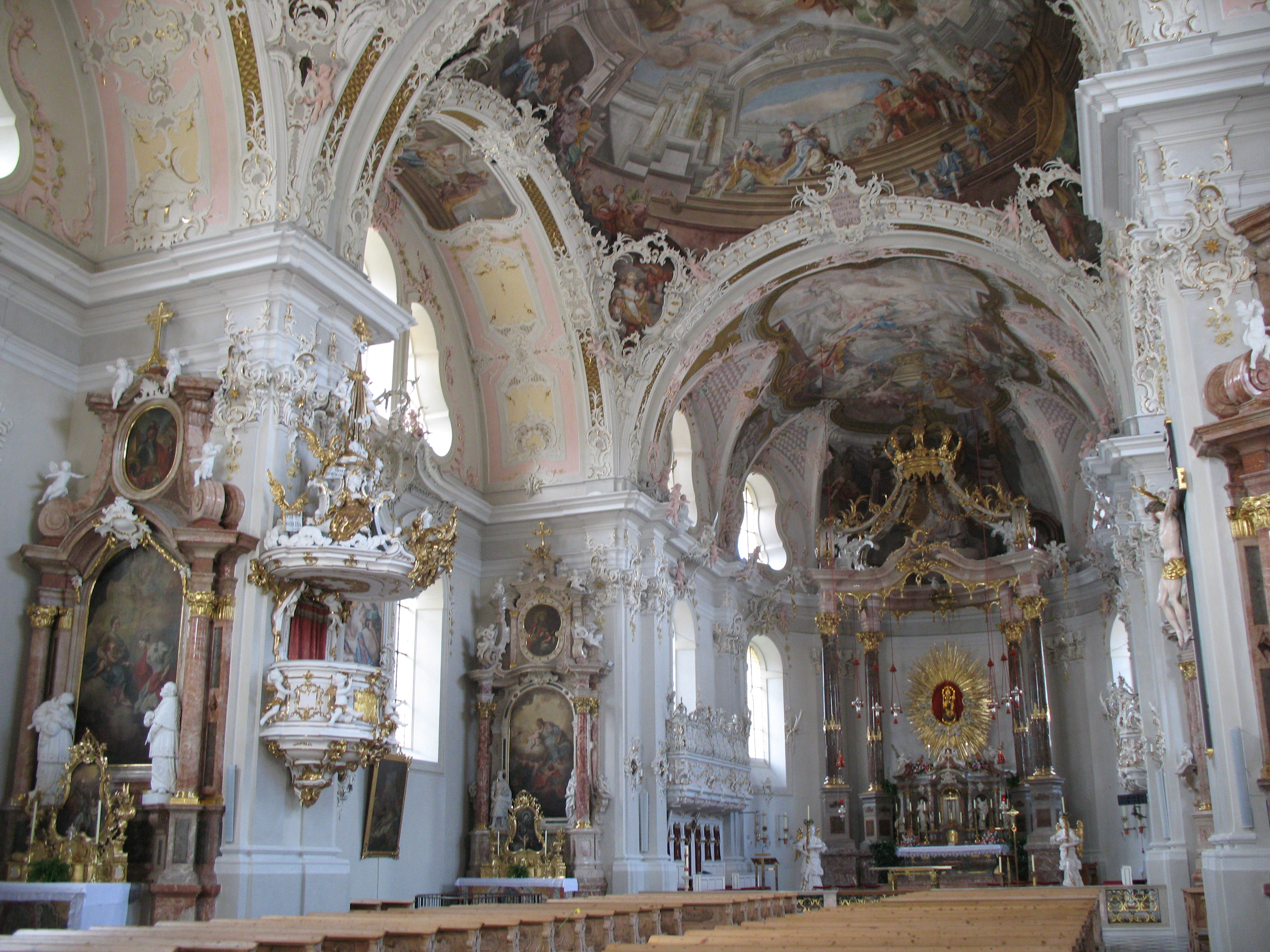
Innenraum, Blick zum Chor

Das Kircheninnere ist in zartesten Farben gehalten, vermischt mit viel Gold und zierlichem Rokokostuck von Franz Xaver Feuchtmayer und Anton Gigl. Deckengemälde des Augsburgers Matthäus Günther zeigen Szenen aus dem Leben Mariens.

### Altäre
Der Hochaltar stammt von Franz Karl Fischer (1755). Seine vier polierten Freisäulen mit Kompositkapitellen tragen ein kurviges Gebälk, der Altarauszug besteht aus einer Volutenkomposition, die eine Krone trägt. Blumengirlanden und Lambrequins tragen zu einer transparenten Leichtigkeit bei. Das Zentrum des Altars nimmt das Gnadenbild im Strahlenkranz ein, eine etwa 90 cm hohe Muttergottesstatue mit Kind, gehauen aus Sandstein, aus der ersten Hälfte des 14. Jahrhunderts, das der Kirche den Namen verlieh. Vor dem Altar stehen Leuchterengel.
Einfacher sind die Seitenaltäre an den Ostseiten der Kapellen. Es sind Säulenaltäre mit volutemgestütztem Auszug und zugehörigen Heiligenfiguren. Geschaffen hat sie Josef Stapf (1764–76).

## Orgel

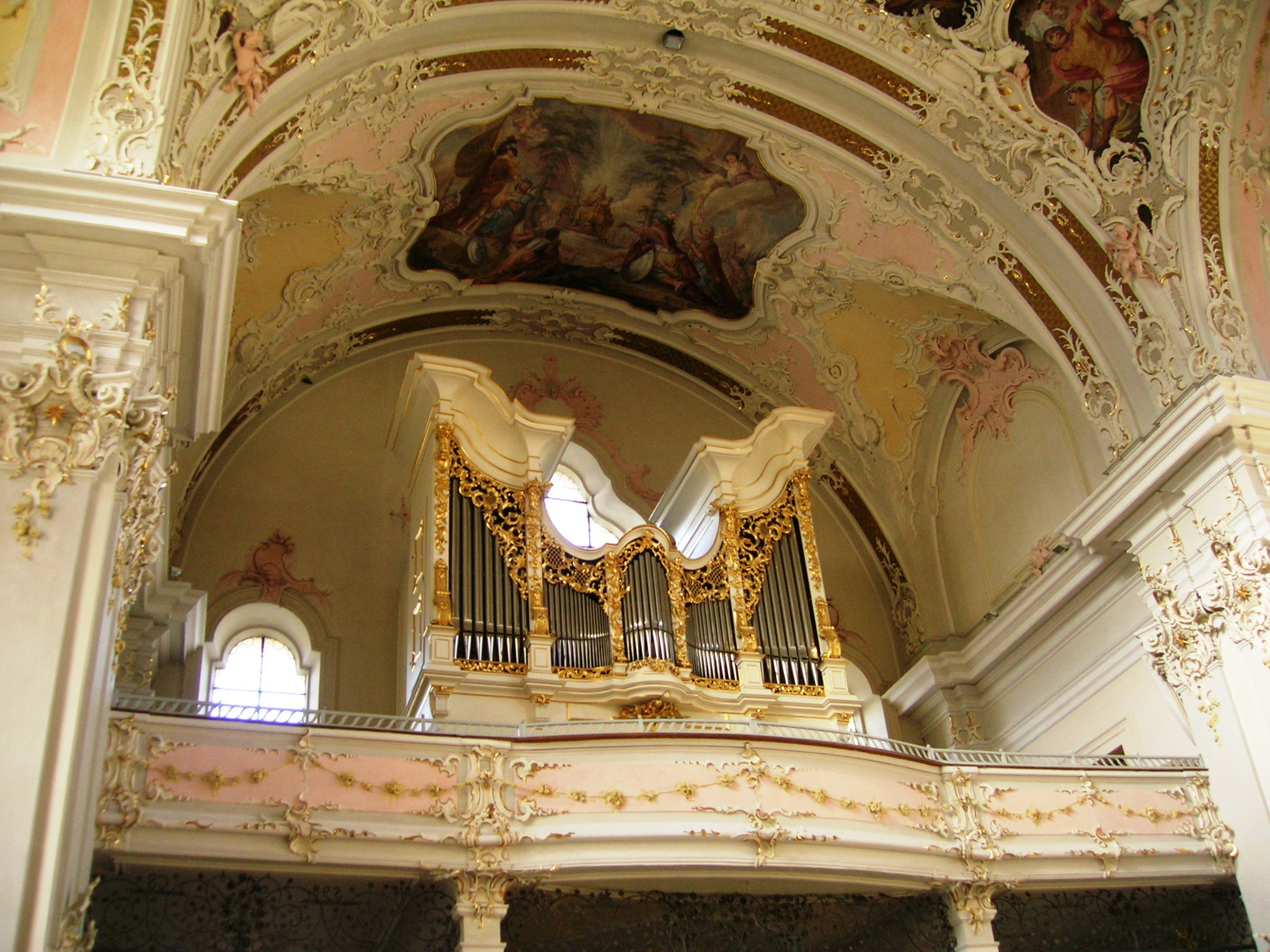
Blick auf die Orgel

Die Kirche besitzt eine Orgel von Franz Reinisch II. aus Steinach am Brenner aus dem Jahr 1894 mit 24 Registern, die im alten Gehäuse von 1758 Aufstellung fand. 2003 führte die Nachfolgerfirma Pirchner eine Restaurierung durch. Das Instrument hat heute 24 Register auf zwei Manualen und Pedal.
| I Hauptwerk C–f3 |                 |       |
| 1.               | Bordun          | 16′   |
| 2.               | Gedeckt         | 8′    |
| 3.               | Prinzipal       | 8′    |
| 4.               | Prinzipal piano | 8′    |
| 5.               | Salicional      | 8′    |
| 6.               | Gamba           | 8′    |
| 7.               | Octav           | 4′    |
| 8.               | Spitzflöte      | 4′    |
| 9.               | Cornett         | 2 ⁄3′ |
| 10.              | Mixtur V        | 2′    |
| 11.              | Trompete        | 8′    |

| II Schwellwerk C–f3 |                 |    |
| 12.                 | Geigenprinzipal | 8′ |
| 13.                 | Gedeckt         | 8′ |
| 14.                 | Dolce           | 8′ |
| 15.                 | Aeoline         | 8′ |
| 16.                 | Flauto          | 8′ |
| 17.                 | Rohrflöte       | 4′ |
| 18.                 | Fugara          | 4′ |

| Pedalwerk C–f1 |            |     |
| 19.            | Subbass    | 16′ |
| 20.            | Flötenbass | 16′ |
| 21.            | Violon     | 16′ |
| 22.            | Oktavbass  | 8′  |
| 23.            | Cello      | 4′  |
| 24.            | Posaune    | 16′ |

## Pfarrfriedhof Wilten
Rund um die Basilika befindet sich der kleine Friedhof der Pfarre Wilten. Diese auch als Alter Wiltener Friedhof bezeichnete Anlage sollte nicht verwechselt werden mit dem um ein Vielfaches größeren Friedhof Wilten, welcher der Verwaltung des Stiftes Wilten untersteht und vom Pfarrfriedhof durch die Pastorstraße getrennt ist. Zu den bedeutenden Persönlichkeiten, welche auf dem Pfarrfriedhof ihre letzte Ruhe gefunden haben, zählen der Künstler Hans Andre, der Tiroler Landeshauptmann Hans Tschiggfrey und der k.u.k. Generaloberst Viktor Dankl von Krasnik.

## Ansichten

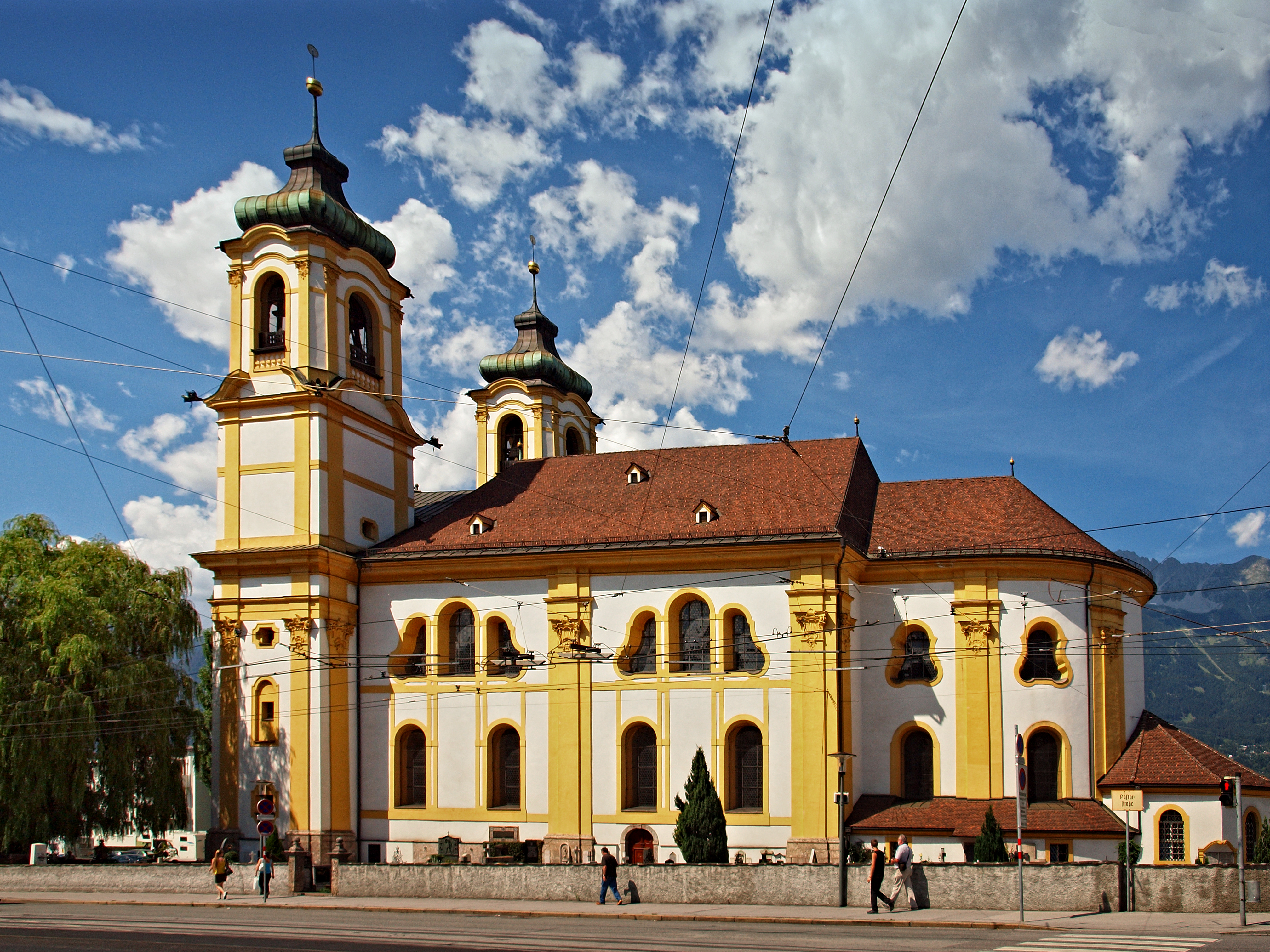
Die Wiltener Basilika von Süden mit Pfarrfriedhof
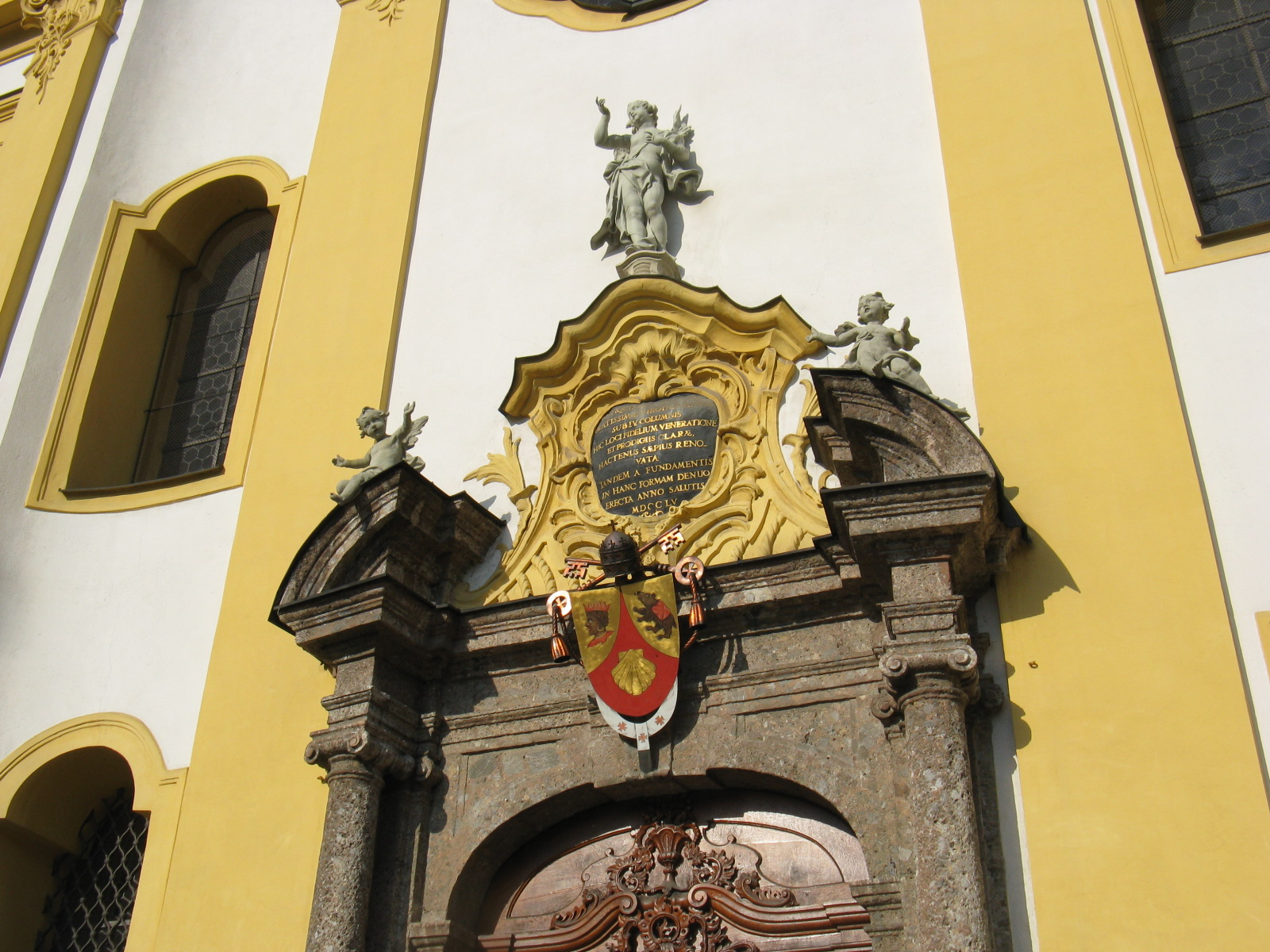
Portal mit dem Wappen Benedikts XVI.
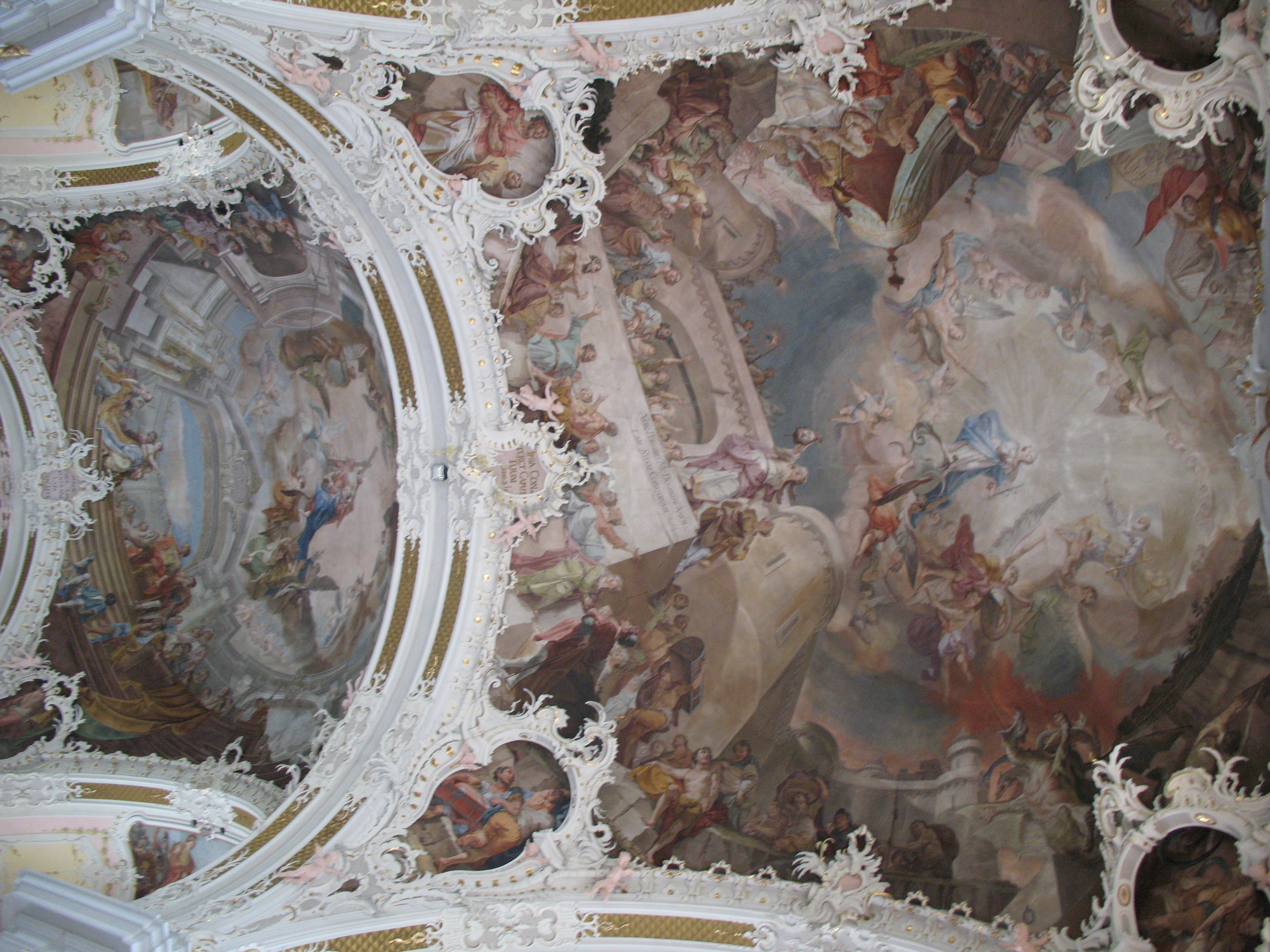
Deckenfresken und Rokokostuck
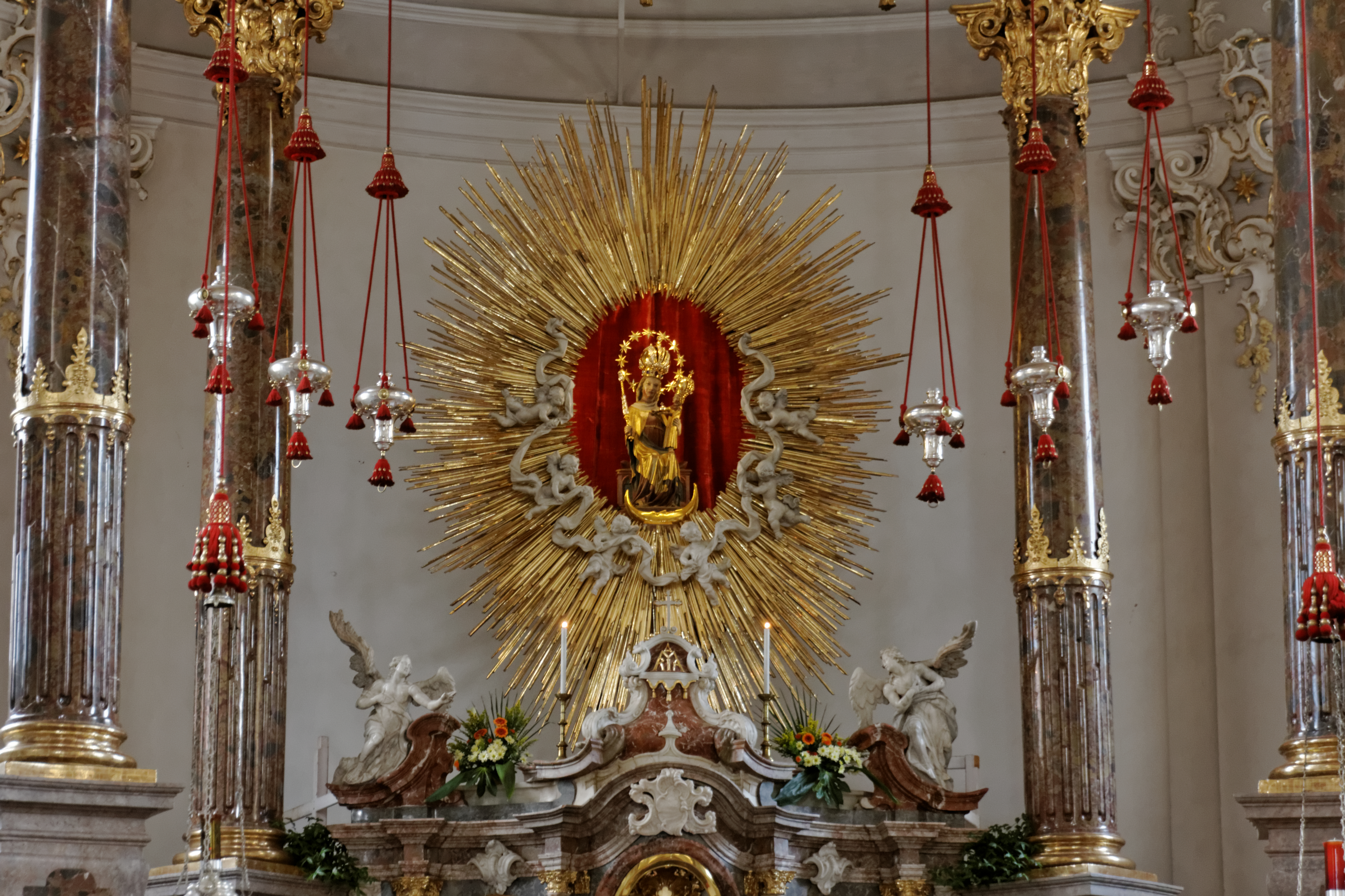
Gnadenbild „Maria unter den vier Säulen“ am Hochaltar
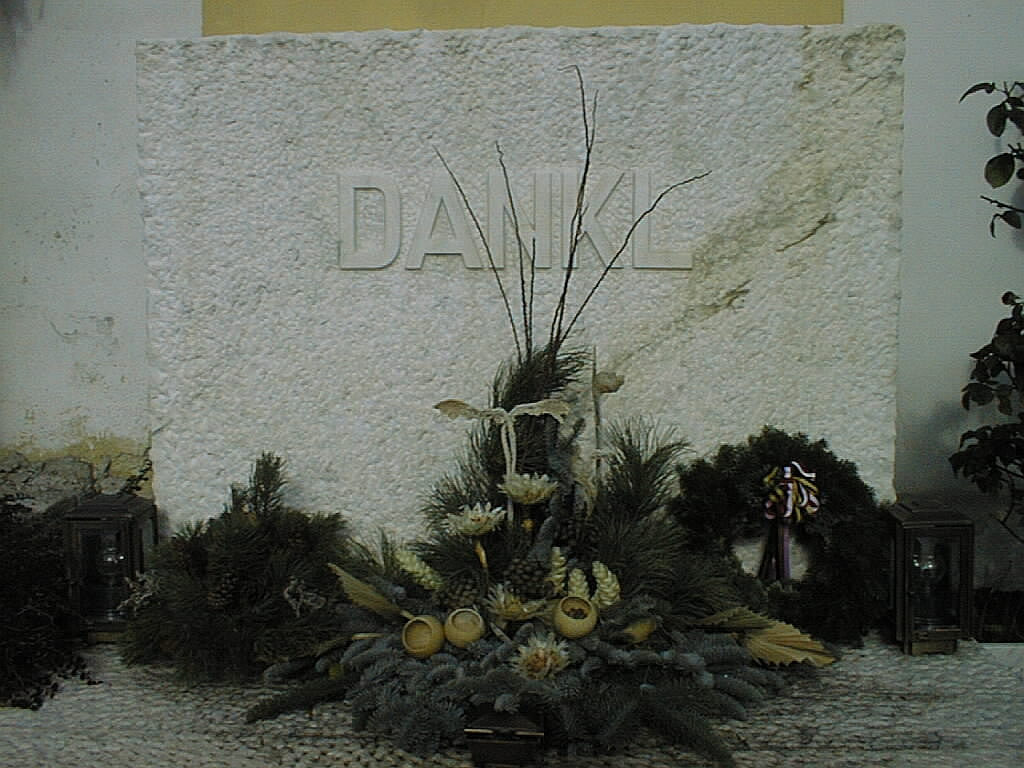
Grab von Viktor Graf Dankl von Krasnik im Pfarrfriedhof